# St. Andreas (Gadenstedt)

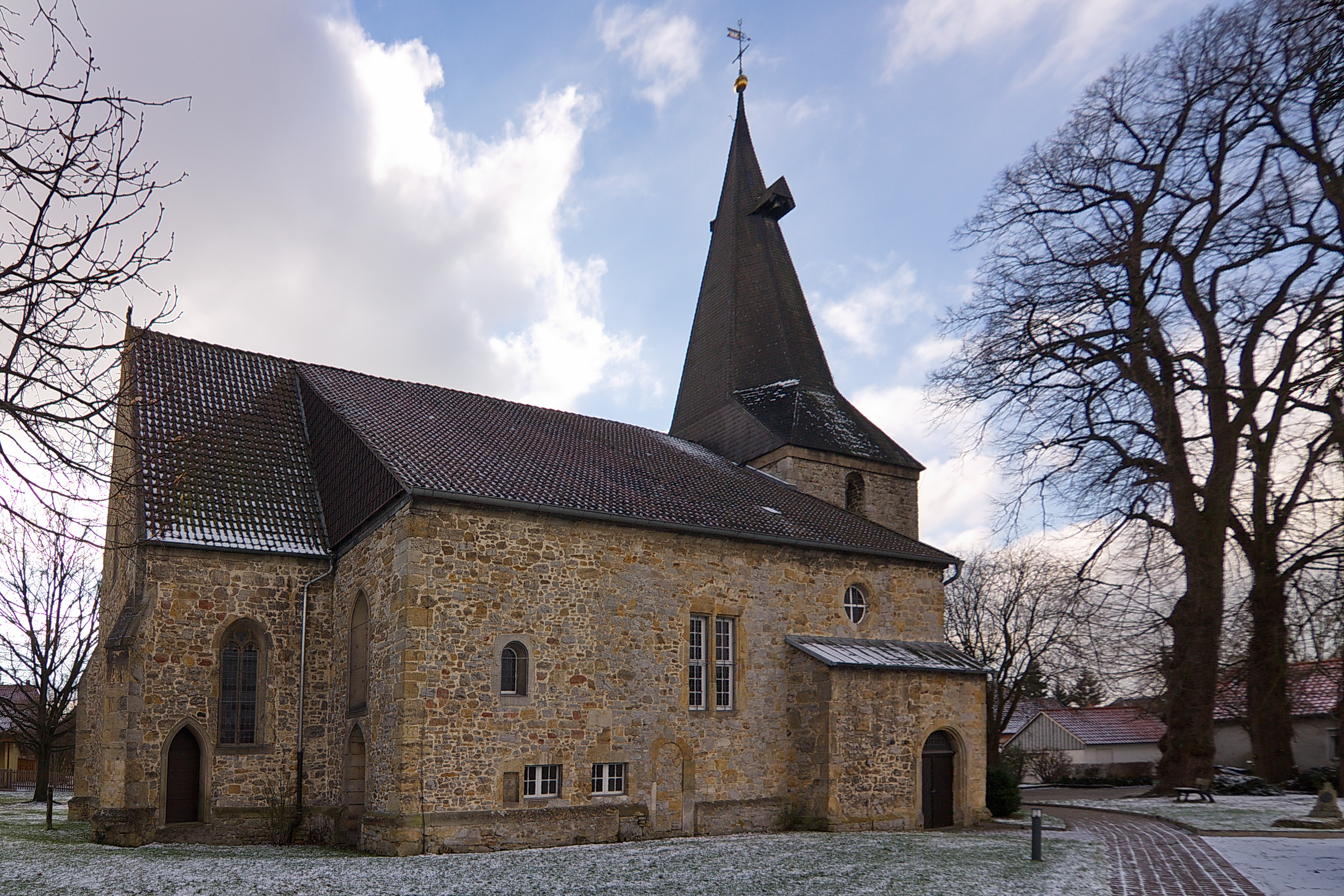
St.-Andreas-Kirche

Die evangelisch-lutherische, denkmalgeschützte St.-Andreas-Kirche steht in Gadenstedt, einem Ortsteil der Gemeinde Ilsede im Landkreis Peine von Niedersachsen. Die Kirchengemeinde gehört zum Kirchenkreis Peine im Sprengel Hildesheim-Göttingen der Evangelisch-lutherischen Landeskirche Hannovers.

## Beschreibung
Die Saalkirche aus Bruchsteinen wurde mehrfach erweitert. Am ältesten sind der querrechteckige Kirchturm im Westen und die südliche Mauer des Langhauses, die um 1200 entstanden sind. Das Langhaus fluchtete ursprünglich mit dem Turm. Laut Inschrift am südöstlichen Strebepfeiler wurde der Bau 1420 nach Osten um zwei Achsen verlängert. Außerdem wurden ein eingezogener, rechteckiger Chor und im Norden ein zweigeschossiger Anbau für eine Gruft und eine Patronatsloge errichtet. Das Langhaus wurde 1664 bis in die Flucht des Nordanbaus verbreitert. Im Chor sind spitzbogige Maßwerkfenster im Flamboyantstil. Am Langhaus sind rechteckige gekuppelte Fenster. Der Kirchturm, in dessen Glockenstuhl drei Kirchenglocken hängen, die 2010 von der Glockengießerei Bachert gegossen wurden, ist mit einem achtseitigen spitzen Helm bedeckt. 
Der von einer gewölbten Bretterdecke überspannte Innenraum wird durch den Umbau im 17. Jahrhundert geprägt. Diese Decke verdeckt seit 1902 die ursprüngliche Holzbalkendecke, die von zwei hölzernen, runden Stützen in der Achse der ursprünglichen Nordmauer getragen wird. Die Kanzel von 1960 steht an der Südwand. Die Brüstungen der L-förmigen Empore sind mit Szenen der Passion bemalt. An der Westseite befindet sich eine obere Empore für die 1683 von Otto Eilhart Batienten aufgestellte Orgel mit neun Registern, einem Manual und einem angehängten Pedal. Sie wurde später von Ernst Palandt restauriert.